# Милош Михајлов
Милош Михајлов (Београд, 15. децембар 1982) је бивши српски фудбалер. Играо је на позицији штопера.

## Каријера
Михајлов је у Вождовац дошао као млађи омладинац 1999. године. Са клубом је прешао пут од српске лиге, друге лиге па до Прве лиге СЦГ у којој је заиграо у сезони 2005/06. У тој сезони је одиграо 27 првенствених утакмица, а Вождовац је заузео треће место на табели што је најбољи пласман у историји клуба.
У јуну 2006. је потписао четворогодишњи уговор са Партизаном. На 128. вечитом дербију, одиграном 24. фебруара 2007. на Стадиону Црвене звезде, Михајлов је постигао први гол на утакмици, у којој је Партизан славио резултатом 4:2. Михајлов је у Партизану провео годину и по дана (цела сезона 2006/07, и први део сезоне 2007/08). Током тог периода је одиграо 32 првенствене утакмице.
Након одласка из Партизана играо је у Турској, Румунији, Кини, Казахстану и Норвешкој. У јануару 2014. се вратио у Вождовац, затим је током 2015. поново био у Казахстану где је по други пут заиграо за Жетису. Крајем августа 2015. се вратио у Вождовац, и у клубу је остао до 3. јануара 2020. када је споразумно раскинуо уговор. Михајлов је дрес Вождовца носио на преко 250 мечева, од чега у великом броју утакмица са капитенском траком на руци. Неколико дана након напуштања Вождовца, Михајлов је потписао уговор са Инђијом. Календарску 2020. годину је провео наступајући за Инђију у Суперлиги Србије, да би у јануару 2021. потписао за Железничар из Панчева, члана Прве лиге Србије. По окончању такмичарске 2020/21, Михајлов је завршио играчку каријеру.